# Väinö Albert Nuorteva

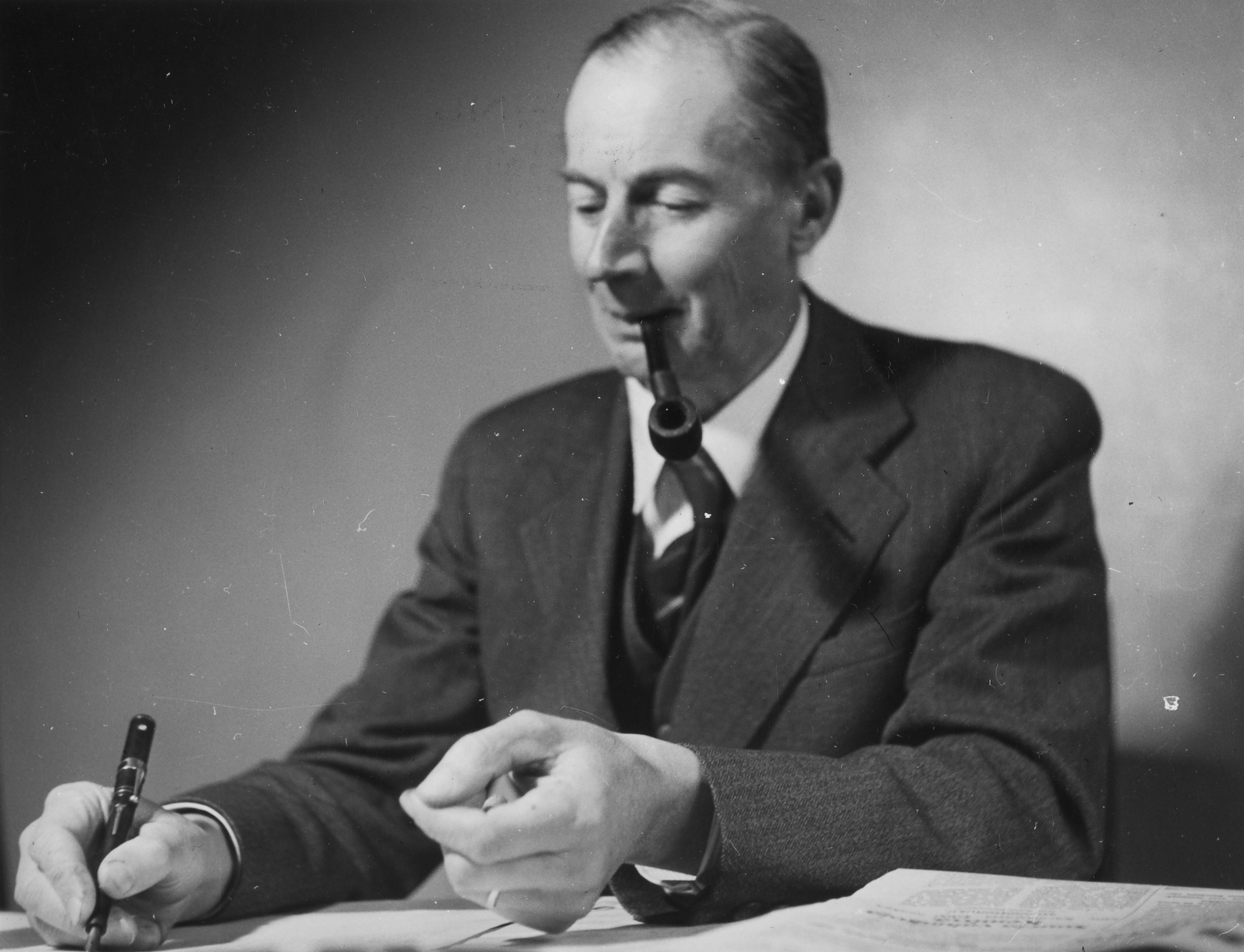
Väinö Nuorteva alias Olli schreibt.

Väinö Albert Nuorteva (* 12. Dezember 1889 in Mäntsälä; † 4. Februar 1967 in Helsinki), bekannt unter dem Pseudonym Olli, war ein finnischer Schriftsteller.
Väinö Nuorteva kam als Sohn des Apothekers Karl Emil Nyberg und seiner Frau Matilda Lovisa Nyberg (geb. Hildén) zur Welt. 1919 nahm er den finnischen Namen Nuorteva an. Seit 1917 betätigte Nuorteva sich journalistisch und literarisch. Bis 1965 publizierte er in verschiedenen finnischen Tageszeitungen.
Von 1917 bis 1918 schrieb Nuorteva für Uusi Päivä (Neuer Tag), 1919 bis 1922 für Iltalehti (Abendblatt) und von 1922 bis 1965 für Uusi Suomi (Neues Finnland) als Olli über zehntausend satirische Kurzgeschichten, die er später auch in Sammelbänden herausgab.
Auf Deutsch erschienen von „Olli“ erstmals 1938 in Der Norden lacht (Berlin) und 1943 in Suomi – Humor und Herz (Leipzig/Berlin) Übersetzungen. Der deutsche Schachgroßmeister Robert Hübner veröffentlichte in zwei Bänden (Fünfunddreißig Satirchen, Hamburg 1993, und Fünfundsiebzig Satirchen, Hamburg 2003) im Selbstverlag eine kleine Auswahl eigener Übersetzungen.

## Werke
- Mustapartainen mies herättää pahennusta (1921)
- Vahingosta vihastuu (1924)
- Hedelmäsuola Pomosin (1927)
- Vot, Iivana (1942)
- Puusta tyveen (1947)
- Hyvää, sanoi mustapartainen mies, päivää (1954)
- Ystäväni ja huonetoverini Kalle Niemeläinen (1958)
- Mustapartainen kärpänen (1963)
- Pilkillä pilkkaillen (1965)
- Valitut tekoset I (1964)
- Valitut tekoset II (1964)
- Ollin parhaat (1971)